# Antonio Pérez (statista)
Antonio Pérez del Hierro (Valdeconcha, 1540 – Parigi, 7 aprile 1611) è stato un politico spagnolo, segretario particolare e del Consiglio di Stato del re di Spagna Filippo II. 
Era figlio di Gonzalo Pérez, a sua volta, segretario di Carlo I. Giudicato colpevole di tradimento alla Corona e dell'assassinio di Juan de Escobedo, usò la sua ascendenza Aragonese (la sua famiglia proveniva da Monreal de Ariza) per cercare la protezione della giustizia di Aragona, e quindi guadagnare tempo e ottenere l'aiuto ad eludere la giustizia e a fuggire in Francia.

## Biografía
Non è certo il suo luogo di nascita, ma si sa che nel 1542 venne legittimato, dall'imperatore, come figlio di Gonzalo Pérez, uno dei più prestigiosi segretari di Carlo I. Dato che Gonzalo era stato ordinato sacerdote, i suoi nemici lo accusarono di aver generato Antonio dopo la sua ordinazione, cosa sempre negata da Gonzalo, ma che offuscò la figura di Antonio. Inoltre, Gregorio Marañón ritiene che non vi sono indicazioni che possano far ritenere che Antonio avrebbe potuto essere figlio naturale del principe di Eboli (Ruy Gómez de Silva), nelle cui terre nacque e ottenne protezione in diverse occasioni, essendosi prestato Gonzálo Pérez ad ammettere la paternità come favore verso il noto aristocratico. In ogni caso, studiò nelle più prestigiose università del suo tempo, come quelle di Alcalá de Henares, Salamanca, Lovanio, Venezia e Padova.

### Segretario di Stato

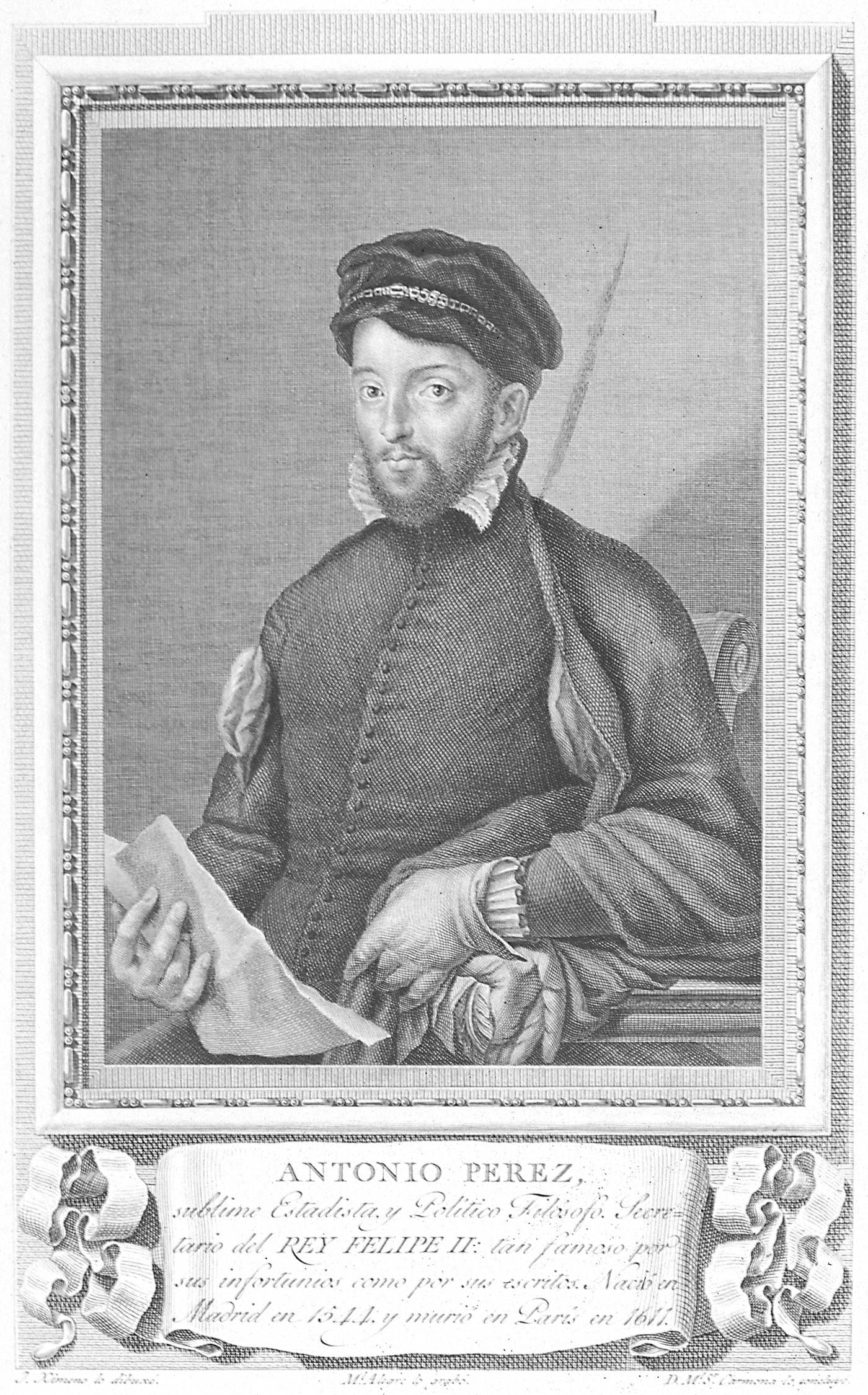
Antonio Pérez in un'incisione del 1791, Biblioteca Nazionale di Spagna, Madrid

Il padre, Gonzalo Pérez, lo iniziò agli affari di Stato. Antonio venne nominato, nel 1553, segretario del principe (e poi re)  Filippo II. Nel 1556 l'imperatore Carlo abdicò lasciando a suo figlio la Castiglia (che comprendeva i territori americani), l'Aragona (compresi i regni italiani della Sardegna, Napoli e Sicilia), della Borgogna (Paesi Bassi, Lussemburgo e Franca contea) oltre al ducato di Milano; divenuto  Filippo II re, Antonio Pérez continuò ad essere suo segretario privato, mentre il padre, Gonzalo Pérez, continuò il suo incarico di Segretario di Stato.
Gonzalo Pérez morì nel 1566 e suo figlio Antonio venne eletto segretario di Stato un anno dopo, anche se le sue competenze furono limitate, rispetto a quelle del padre, essendo legate solo a questioni atlantiche (Paesi Bassi, Francia, Inghilterra e Germania). Attraverso la sua segreteria nel Consiglio di Castiglia ebbe accesso anche alla corrispondenza interna. Gli affari del Mediterraneo erano stati conferiti a Diego de Vargas, dopo la cui morte Antonio provò, con tutti i mezzi, ad ottenerne la segreteria. Ciò fece sì che  Filippo II iniziasse a diffidare di lui. Con il sostegno del marchese de los Velez e dell'arcivescovo Quiroga, Antonio Pérez chiese per sé la carica vacante di Vargas nel 1588, alla quale si opposero il conte di Chinchón e tutti coloro che temevano la potenza di Antonio Pérez.  Filippo II, alla fine, concesse il Mediterraneo e gli stati italiani a Gabriel de Zayas.
Durante il suo primo decennio di segretariato, Antonio Pérez esercitò una grande influenza su Filippo II, che normalmente seguiva i suoi consigli riconoscendo la sua intelligenza, conoscenza degli affari di Stato e istinto infallibile. Questa vera e propria fiducia lo aiutò ad ottenere più potere e, come la maggior parte dei suoi contemporanei, ricchezza. 
Già dai tempi di Carlo I esistevano due fazioni nella Corte spagnola: una «liberal» capeggiata da Ruy Gómez de Silva, príncipe di Eboli e dal suo segretario Francisco de Eraso; una «conservatrice» con a capo Fernando Álvarez de Toledo, III duca d'Alba e l'inquisitore generale Fernando de Valdés. Dopo la morte del principe di Eboli, nel 1573, Antonio Pérez continuò a dirigere la fazione liberale e iniziò la sua collaborazione con Ana de Mendoza, Principessa di Eboli, assai redditizia per Antonio, allo scopo di migliorare il suo rapporto con l'aristocrazia, ed entrambi ne beneficiarono economicamente. Antonio Pérez rivelò alla principessa di Eboli segreti di Stato e insieme trafficarono utilizzando informazioni governative. Contro di loro c'erano il duca d'Alba, la Casa di Toledo e Francisco Zapata y Cisneros, conte di Barajas.

### Caduta di Antonio Pérez

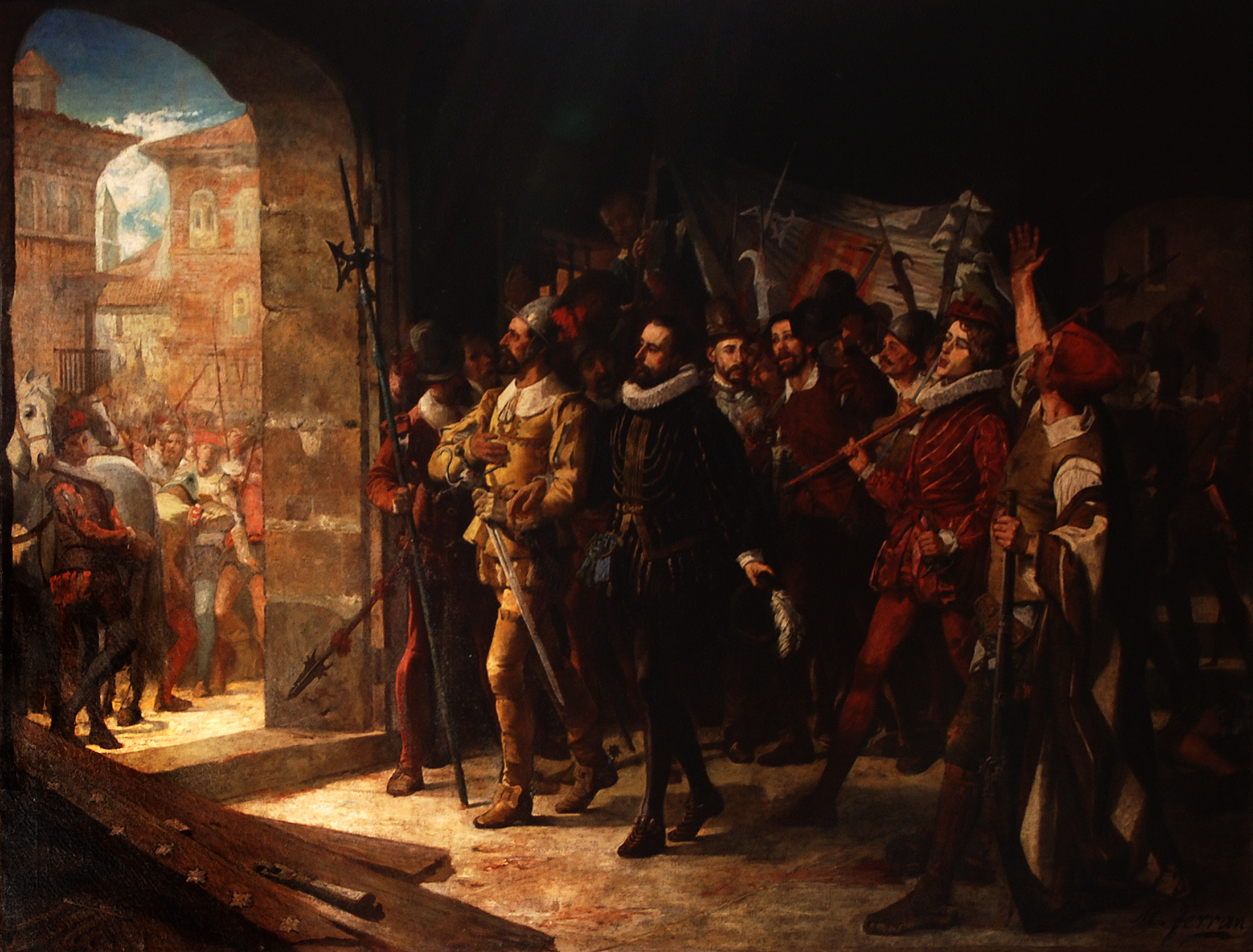
Antonio Pérez liberato dalla prigione nel 1591, di Manuel Ferrán.

Durante il governo di Don Giovanni d'Austria nei Paesi Bassi, Antonio Pérez e i suoi alleati (il marchese de los Vélez e il cardinale Quiroga) consigliarono al re una pace negoziata con i ribelli e un'invasione dell'Inghilterra, consiglio che il re ignorò al momento, in quanto non si considerava pronto per questa invasione. Per ragioni sconosciute, Antonio Pérez giocò con i rapporti già tesi tra Filippo II e suo fratello Giovanni d'Austria e fece apparire, agli occhi del re, come pretese sovversive quelle di questi circa l'Inghilterra. Ma Filippo II diffidava del suo segretario, così nel 1578, Juan de Escobedo (segretario di Giovanni d'Austria) venne a Corte per spiegare al re la posizione del suo signore, cosa che avrebbe potuto far scoprire la posizione di Antonio. Per questo, Antonio incolpò Escobedo delle ambizioni di Don Giovanni e consigliò al re di eliminarlo.
Il re sembrava convinto dell'eliminazione di Escobedo e Antonio Pérez prima fece due tentativi, falliti, per avvelenarlo e poi assoldò un gruppo di assassini che uccisero Escobedo a Madrid il 31 marzo 1578.
Presto si diffuse una voce sul suo coinvolgimento nell'omicidio di Juan de Escobedo. Filippo II cercò, in un primo momento, di proteggere Antonio Pérez, in parte colpito dal proprio senso di colpa e in parte per quello che poteva rivelare, ma quando suo fratello Don Giovanni morì e i suoi documenti vennero portati a Madrid, scoprì la trama e le menzogne di Antonio Pérez, rendendosi conto che Don Giovanni gli era sempre stato fedele. Considerandosi tradito, Filippo II iniziò a diffidare dell'associazione di Antonio Pérez con la principessa di Eboli, sospettandoli di un traffico di segreti di Stato.
La sera del 28 luglio 1579, Antonio Pérez venne arrestato dopo aver lasciato il suo ufficio. La principessa di Eboli subì la stessa sorte, e venne internata prima nella Torre di Pinto, quindi nel Castello di Santorcaz e, infine, nel suo Palazzo di Pastrana, dove trascorse il resto della sua vita. Poco dopo il posto di Antonio Pérez venne affidato ad Antoine Perrenot de Granvelle.
Antonio Perez era libero di muoversi a Madrid, sorvegliato dalla Corona, perché il re aveva bisogno dei suoi documenti (che avrebbero potuto incolpare anche lui dell'omicidio di Escobedo). Più tardi, i congiunti di Escobedo e i loro alleati, dopo aver pressato sulla Corte, riuscirono a convincere il re, e Antonio Pérez venne arrestato per la seconda volta nel 1585 con l'accusa di traffico di segreti di Stato e corruzione (per non parlare del delitto); venne riconosciuto colpevole e condannato a due anni di carcere e a una grossa multa. Nel 1590 ammise, sotto tortura, il suo coinvolgimento nell'omicidio di Escobedo.

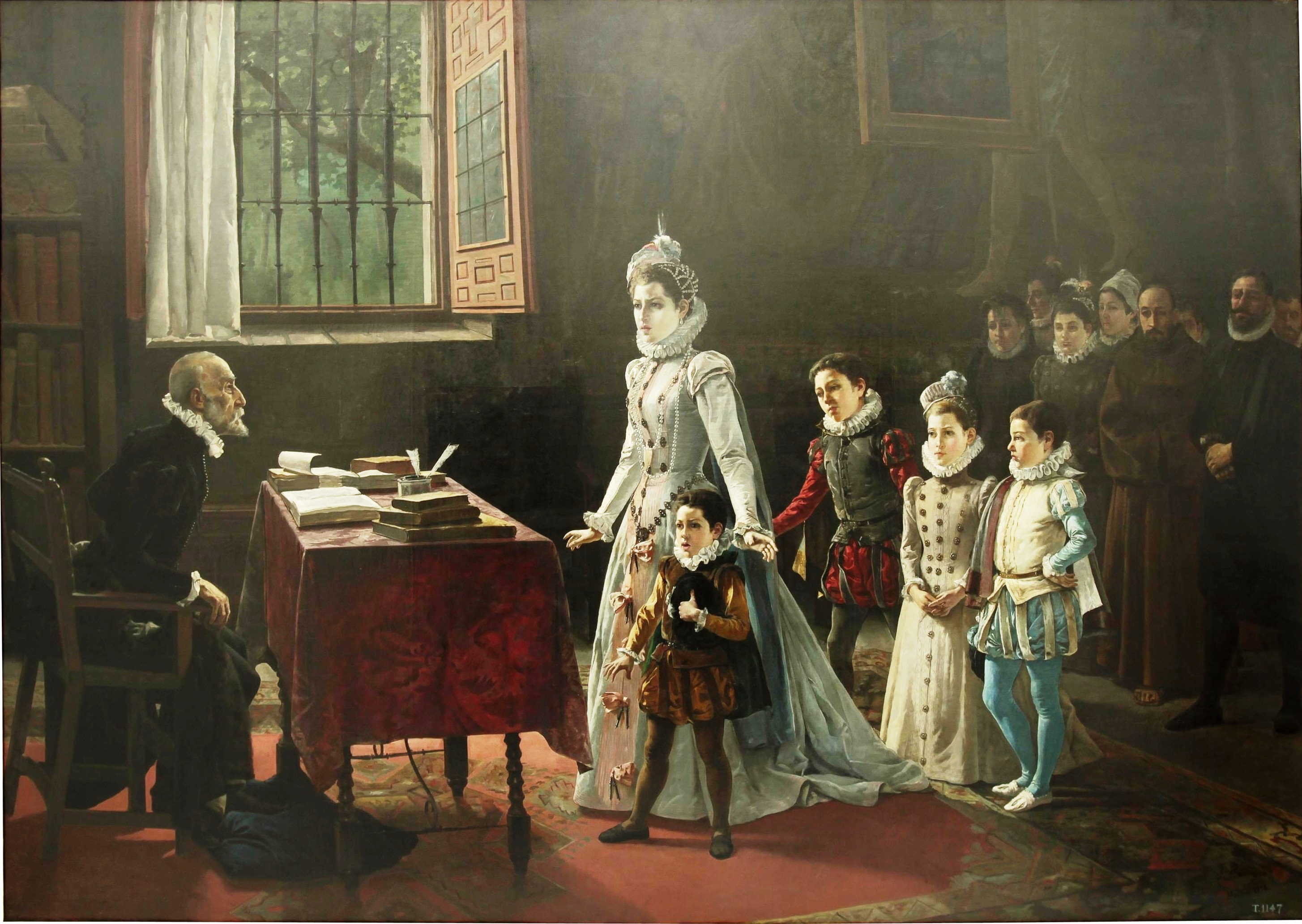
I figli di Antonio Pérez davanti a Rodrigo Vázquez de Arce, dipinto di José Bermudo Mateos. 1892. (Museo del Prado, Madrid).

Nell'aprile del 1590, aiutato da sua moglie, Juana Coello, Antonio Pérez evase dalla prigione di Madrid e giunse a Saragozza, dove ottenne protezione. Nel Regno di Aragona ottenne l'appoggio del duca di Villahermosa, del conte Aranda e soprattutto di Diego de Heredia (della bassa nobiltà). Venne condannato a morte in contumacia a Madrid (senza venirne a conoscenza). Filippo II inviò un legato, davanti alla giustizia di Aragona, accusando Antonio Pérez dell'assassinio di Escobedo, traffico di segreti di Stato ed evasione. Filippo II, contrariato della lentezza della giustizia aragonese e non aspettandosi una sentenza favorevole, lasciò cadere le accuse e utilizzò un tribunale, l'Inquisizione, contro cui la giustizia aragonese e i Fueros de Aragón non potevano opporsi. Pérez non era un eretico, ma non fu difficile costruire un caso contro di lui. Nel mese di maggio 1591, Antonio Pérez venne trasferito dal carcere di giustizia a quello dell'Inquisizione, ma i suoi sostenitori organizzarono una rivolta a Saragozza, nota come Alteraciones de Aragón o sommosse di Aragona. Venne pertanto restituito al carcere aragonese di giustizia e da lì condusse una campagna contro la Corona. Nel mese di settembre venne trasferito di nuovo al carcere dell'Inquisizione. Heredia ed i suoi seguaci lo presero di nuovo in consegna e questa volta lo lasciarono libero, tanto che si giunse ad una crisi in Aragona per la difesa della giustizia aragonese.
Nell'ottobre del 1591 Filippo II inviò un esercito a Saragozza; Juan V de Lanuza (Justicia de Aragón), a capo delle proteste, venne arrestato e giustiziato senza alcun avviso e ciò pose fine alla sollevazione. Antonio Pérez fuggì nel Béarnese, dove ricevette l'appoggio di Enrico di Navarra per tentare un'invasione francese, che non ebbe luogo. Tempo dopo, Pérez si trasferì in Inghilterra, dove fornì informazioni che servirono alla presa e al sacco di Cadice nel 1596, e stimolò la leyenda negra contro Filippo II. Dopo aver tentato, senza successo, di ottenere il perdono della Corona, morì a Parigi, nella più assoluta povertà, nel 1611.

### Scritti
Antonio Pérez lasciò molti scritti, che cercarono di giustificare il suo comportamento. Fra questi emergono Relaciones pubblicato sotto lo pseudonimo di Rafael Peregrino a Parigi nel 1598, e Cartas, il cui valore letterario venne già notato nel XVIII secolo, tanto da essere inserite nel Catalogo del Diccionario de Autoridades della lingua spagnola della Real Academia Española.

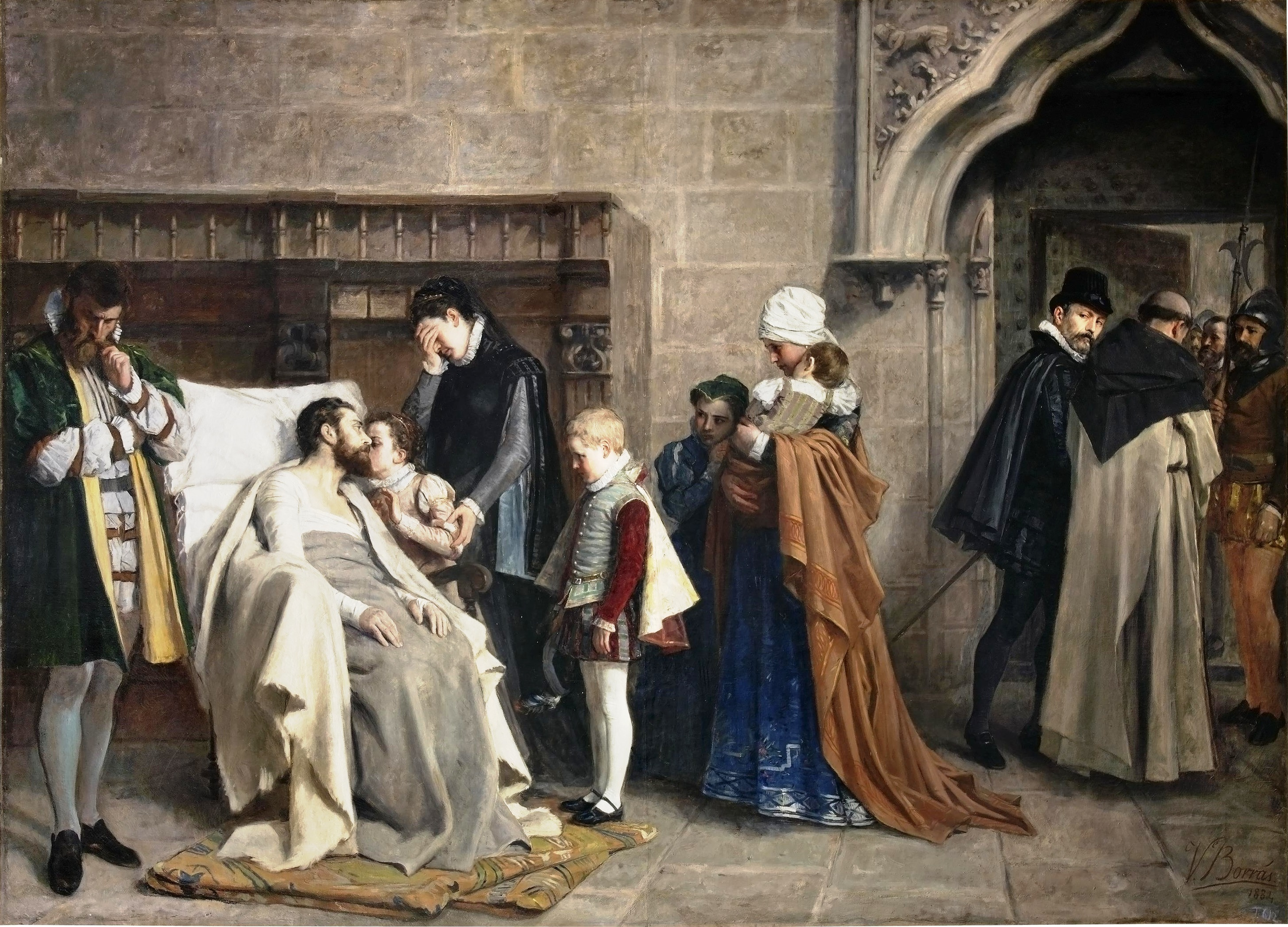
Antonio Pérez riceve la sua famiglia dopo la tortura, di Vicente Borrás y Mompó. 1884. (Museo del Prado, Madrid).

## Opere su Antonio Pérez
- Gregorio Marañón pubblicò (Espasa-Calpe, 1947) Antonio Pérez, una biografia di Antonio Pérez e, separatamente lo stesso anno, Los procesos de Castilla contra Antonio Pérez. Successivamente, nel 1970, entrambe le opere vennero pubblicate in un unico volume dalla casa editrice Espasa-Calpe, il sesto di Obras completas di Marañón. Sono, probabilmente, le opere più complete e documentate sulla vita di Antonio Pérez e i processi dopo la sua caduta dal potere.
- Antonio Gala pubblicò (Planeta, 2007) il romanzo El pedestal de las estatuas nel quale trascrive un supposto manoscritto perduto di Antonio Pérez e narra la storia della Spagna dei secoli XV e XVI, dal suo punto di vista.